# Giải bóng đá hạng tư quốc gia Cộng hòa Síp 1986–87
Giải bóng đá hạng tư quốc gia Cộng hòa Síp 1986–87 là mùa giải thứ hai của giải bóng đá hạng tư Cộng hòa Síp. Giải đấu được chia thành 3 bảng theo khu vực địa lý, đại diện cho Quận Cộng hòa Síp. Các đội vô địch gồm:
- Bảng Nicosia-Keryneia: Libanos Kormakiti
- Bảng Larnaca-Famagusta: Achyronas Liopetriou
- Bảng Limassol-Paphos: AEZ Zakakiou

Ba đội vô địch được thăng hạng Giải bóng đá hạng ba quốc gia Cộng hòa Síp 1987–88. Có 10 đội xuống chơi ở các giải khu vực.